# 9902 Kirkpatrick
9902 Kirkpatrick este un asteroid din centura principală de asteroizi.

## Descriere
9902 Kirkpatrick este un asteroid din centura principală de asteroizi. A fost descoperit pe 3 iulie 1997 la Prescott de Paul G. Comba. Asteroidul prezintă o orbită caracterizată de o semiaxă mare de 2,21 ua, o excentricitate de 0,08 și o înclinație de 5,3° în raport cu ecliptica.